# Step Up: All In
Step Up: All In (Ela Dança, Eu Danço 5: Tudo ou Nada, no Brasil)  é um filme em 3D de Drama e musical de 2014 com a realização de Trish Sie, a partir do argumento escrito por John Swetnam. Foi lançado nos cinemas americanos em Agosto de 2014. 
O filme tornou-se bastante comentado depois do anuncio da volta de Briana Evigan, protagonista do segundo filme da série (Step Up 2: The Streets), um dos mais elogiados.
No Brasil, fo lançado direto em DVD, no dia 29 de abril de 2015 pela Universal Pictures.

## Sinopse
O quinto filme acompanha Sean, protagonista do filme anterior, que com sua equipe, tenta uma chance em Los Angeles, mas não consegue. Assim sua equipe desiste,e volta pra casa, o deixando sozinho. Sean pede para Moose se juntar a ele e construir uma equipe, mas Moose não aceita, pois tem seu trabalho, mas Camile diz que ele deve participar. Então Moose ajuda Sean, construindo uma nova equipe, e assim eles se inscrevem no Vortex. Que a principio é tudo combinado, mas eles fazem uma apresentação incrível e mesmo o programa sendo combinado pra o cavaleiros sombrios ganharem, os Elementares (a equipe do Sean) ganha, e para ganharem, eles contam com a ajuda da Máfia, a ex equipe de Sean.

## Elenco
- Ryan Guzman como Sean Asa
- Briana Evigan como Andie West
- Adam G. Sevani como Moose
- Misha Gabriel como Eddy
- Alyson Stoner como Camille Gage
- Izabella Miko como Alexxa Brava
- Mari Koda como Jenny Kido
- Martín Lombard com Martin Santiago
- Facundo Lombard como Marcos Santiago
- Christopher Scott como Hair
- Stephen Boss como Jason Hardlerson
- Luis Rosado como Monster
- Chadd Smith como Vladd
- Parris Goebel como Violet
- Stephen "Stevo" Jones como Jasper Tarik
- David "Kid David" Shreibman como Chad
- Celestina Aladekoba como Celestina
- Freddy HS como Accounting Manager
- Cyrus "Glitch" Spencer como Gauge

## Trilha Sonora
- I Won't Let You Down - OK GO
- Judgement Day - Method Man
- Lapdance - N*E*R*D
- How You Do That - b.O.b
- 10-hut booty - DDP
- Turn It Up - Bianca Raquel and Celestina
- Demons - Zeds Dead
- Rage the Night Away - Waka Flocka Flame
- My Homies Still - Lil Wayne ft. Big Sean
- Revolution - Diplo ft. Faustix
- Hands Up In the Air - Celestina
- Skippin-Mario

## Arrecadação
O filme estreou em #6 nas bilheterias norte-americanas, ganhando $6,5 milhões. O filme arrecadou US$14,904,384 na América e US$71,261,262 dólares no exterior para um total mundial de US$86,165,646; tornando o filme de mais baixa bilheteria da série.

## Recepção da crítica
O filme foi recebido com críticas mistas. No Rotten Tomatoes, o filme mantém uma classificação de 43% com base em 46 comentários  Os estados de consenso: "Com coreografia liso demasiadas vezes interrompido por débeis tentativas no enredo, Step Up: All In seria mais divertido com todos seu diálogo editado fora". No Metacritic, o filme tem uma pontuação de 45 em cada 100 com base em 17 críticos, indicando "críticas mistas ou médias".

## Lançamento em DVD
Nos Estados Unidos, o filme chegou em DVD e Blu-ray no dia 4 de novembro de 2014. Já no Brasil, o lançamento ocorreu em 29 de abril de 2015, também em DVD e Blu-ray.